# Basilepta fabrei
Basilepta fabrei là một loài bọ cánh cứng trong họ Chrysomelidae. Loài này được Lefevre miêu tả khoa học năm 1887.